# Matt Lukin
Matt Lukin (Aberdeen, 16 agosto 1964) è un bassista statunitense.
Ha fatto parte della prima formazione dei Melvins, insieme a Buzz Osborne (voce e chitarra) e Mike Dillard (batteria), dal 1983 al 1988. Successivamente, dopo che Mike Dillard venne sostituito da Dale Crover, Osborne e Crover si trasferirono a San Francisco, Lukin lasciò i Melvins per entrare a far parte dei Mudhoney, con i quali militò fino al 1999, e tra il 2000 ed il 2001 solo come bassista in esibizioni dal vivo.

## Discografia principale

### Con i Melvins
- 1986 - 6 Songs (EP)
- 1987 - Gluey Porch Treatments
- 1989 - OZMA
- 1990 - 8 Songs
- 1990 - 10 Songs
- 1997 - Singles 1-12
- 2003 - 26 songs (ristampa)
- 2004 - Neither Here Nor There (libro + cd)
- 2005 - Mangled Demos from 1983

### Con i Mudhoney
- 1989 - Mudhoney
- 1991 - Every Good Boy Deserves Fudge
- 1992 - Piece of Cake
- 1995 - My Brother the Cow
- 1998 - Tomorrow Hit Today